# کارول دیسینگر
کارول دیسینگر (انگلیسی: Carol Dysinger) استاد دانشگاه نیویورک و فیلمساز آمریکایی است. مستند کوتاه او دختران اسکیت‌بورد افغانستان در سال ۲۰۲۰ برنده جایزه اسکار شد. 
دیسینگر استادیار برنامه تحصیلات تکمیلی هنرهای سینمایی در دانشکده هنر تیش دانشگاه نیویورک است.

## زندگی و حرفه
دیسینگر فعالیت حرفه‌ای خود را با بازیگری تئاتر در شهر نیویورک آغاز کرد. اولین کار سینمایی او، تدوین موزیک ویدیوهای گروه پانک راک انگلیسی کلش بود. سپس به فیلمنامه‌نویسی برای استودیوهای بزرگ فیلمسازی در لس آنجلس روی آورد.
او در سال ۲۰۰۵ برای ساختن اولین فیلم بلند خود به افغانستان رفت که حاصل آن کمپ ویکتوری افغانستان (۲۰۱۰) بود که حضور نظامیان آمریکا در جنگ افغانستان و آموزش نیروهای این کشور را به تصویر می‌کشید. این مستند در موزه هنر مدرن و و دیده‌بان حقوق بشر به نمایش درآمد. او سپس یک گلوله افغانستان را کارگردانی کرد که تبدیل به یک مجموعه فیلم درباره زندگی در افغانستان پس از وقایع  ۱۱ سپتامبر شد. آخرین فیلم او با موضوع افغانستان، مستند کوتاه دختران اسکیت‌بورد افغانستان (با نام اصلی آموزش اسکیت‌بورد در منطقه جنگی (اگر دختر هستید)) محصول ۲۰۱۹ است. این فیلم در نود و دومین دوره جوایز اسکار در سال ۲۰۲۰، همراه با النا آندریچوا برنده جایزه اسکار بهترین مستند کوتاه و جایزه بهترین فیلم کوتاه بریتانیایی در جوایز بفتا شد.
او از سال ۲۰۱۸ عضو بنیاد گوگنهایم است. او همچنین در کارگاه‌های آموزشی موسسه ساندنس تدریس می‌کند.